# Abrodictyum
Abrodictyum – rodzaj paproci rodziny rozpłochowatych Hymenophyllaceae. Obejmuje 25–41 gatunków występujących w strefie równikowej na wyspach Oceanu Spokojnego. Taksony te bywają włączane do rodzaju Cephalomanes C. Presl lub do szeroko ujmowanego rodzaju włosocień Trichomanes.